# Trizna (Band)
Trizna (russisch Тризна) war eine russische Thrash-Metal-Band aus Moskau.

## Geschichte
Gegründet wurde die Band 1984 unter dem Namen Стоп-Кран („Stopp-Kran“), zwei Jahre später erfolgte die Umfirmierung in Trizna. Unter dem neuen Namen wurde im gleichen Jahr ein erstes Demo veröffentlicht, dem bis 1992 sechs weitere Demos folgten. Mit dem Label Polygram Russland schloss die Band einen Plattenvertrag ab, der zu zwei regulären Studioalben in den Jahren 1995 und 1996 führte. Nach einer längeren Pause folgte im Jahr 2004 das dritte Studioalbum, bevor sich die Band ungefähr im Jahr 2007 auflöste.

## Diskografie
Demos
- 1986: Demo
- 1988: Весёлые отвёртки
- 1989: Thrash Forever!
- 1990: More Beer
- 1991: Merry Christmas
- 1992: Demo
- 1992: Out of Step

Alben
- 1995: Out of Step (Polygram Russia)
- 1996: Need for Speed (Polygram Russia)
- 2004: Vertical Horizon (MALS)
- 2015: Forgotten Tapes (Kompilation, Metal Race)

Sonstige
- 2000: Песни Для Радио (Split mit Чёрный Обелиск, Sound Age Productions)